# Российский фонд федерального имущества
Российский фонд федерального имущества (РФФИ) — специализированное государственное учреждение при Правительстве РФ, созданное в 1992 году для управления сделками по продаже приватизируемого федерального имущества, реализации арестованного по решению суда имущества, а также для распоряжения и реализации конфискованного, движимого бесхозяйного, изъятого и иного имущества, обращенного в собственность государства. Расформирован распоряжением Председателя Правительства РФ с 1 августа 2008 года. Российский фонд федерального имущества имел территориальные отделения во всех субъектах Российской Федерации. Финансирование фонда производилось за счёт федерального бюджета, а также средств, полученных от его деятельности.
В 2008 году РФФИ был ликвидирован, его функции перешли Росимуществу.

## Руководство
- 1992—1993 — Табеев, Фикрят Ахмеджанович
- 1993—1998 — Соколов, Владимир Валентинович
- 1998—2004 — Малин, Владимир Владимирович
- 2004 — Томащук, Кирилл Юрьевич (и. о.)
- 2004—2008 — Петров, Юрий Александрович